# Tramway de Saint-Chamond
Le tramway de Saint-Chamond est un système de tramway démantelé dans la ville française de Saint-Chamond, en service de 1906 à 1931.

## Histoire
La ville de Saint-Chamond était reliée par une ligne de tramway à vapeur à Saint-Étienne et à Rive-de-Gier. Cette ligne était exploitée par des tramways à Saint-Étienne. Sa propre ligne de tramway à Saint-Chamond sur l'axe Gare de Saint-Chamond - Izieux a été inaugurée le 1er juillet 1906, sur une longueur de 2 km. La ligne était exploitée par la Compagnie des Tramways de Saint-Chamond. La ligne était exploitée par 5 voitures à moteur, des voitures à deux essieux avec des plates-formes ouvertes, qui ont été construites par la suite. La ligne de tramway est fermée le 31 décembre 1931, le lendemain, des bus partent pour le même trajet.